# Marc Lemonier
 (février 2024).
La mise en forme du texte ne suit pas les recommandations de Wikipédia : il faut le « wikifier ».
Les points d'amélioration suivants sont les cas les plus fréquents. Le détail des points à revoir est peut-être précisé sur la page de discussion.
- Les titres sont pré-formatés par le logiciel. Ils ne sont ni en capitales, ni en gras.
- Le texte ne doit pas être écrit en capitales (les noms de famille non plus), ni en gras, ni en italique, ni en « petit »…
- Le gras n'est utilisé que pour surligner le titre de l'article dans l'introduction, une seule fois.
- L'italique est rarement utilisé : mots en langue étrangère, titres d'œuvres, noms de bateaux, etc.
- Les citations ne sont pas en italique mais en corps de texte normal. Elles sont entourées par des guillemets français : « et ».
- Les listes à puces sont à éviter, des paragraphes rédigés étant largement préférés. Les tableaux sont à réserver à la présentation de données structurées (résultats, etc.).
- Les appels de note de bas de page (petits chiffres en exposant, introduits par l'outil «  Source ») sont à placer entre la fin de phrase et le point final[comme ça].
- Les liens internes (vers d'autres articles de Wikipédia) sont à choisir avec parcimonie. Créez des liens vers des articles approfondissant le sujet. Les termes génériques sans rapport avec le sujet sont à éviter, ainsi que les répétitions de liens vers un même terme.
- Les liens externes sont à placer uniquement dans une section « Liens externes », à la fin de l'article. Ces liens sont à choisir avec parcimonie suivant les règles définies. Si un lien sert de source à l'article, son insertion dans le texte est à faire par les notes de bas de page.
- La présentation des références doit suivre les conventions bibliographiques. Il est recommandé d'utiliser les modèles {{Ouvrage}}, {{Chapitre}}, {{Article}}, {{Lien web}} et/ou {{Bibliographie}}. Le mode d'édition visuel peut mettre en forme automatiquement les références.
- Insérer une infobox (cadre d'informations à droite) n'est pas obligatoire pour parachever la mise en page.

Pour une aide détaillée, merci de consulter Aide:Wikification.
Si vous pensez que ces points ont été résolus, vous pouvez retirer ce bandeau et améliorer la mise en forme d'un autre article.
Vous pouvez aider à l'améliorer ou bien discuter des problèmes sur sa page de discussion.
- Il ne cite pas suffisamment ses sources. Vous pouvez indiquer les passages à sourcer avec {{référence nécessaire}} ou {{Référence souhaitée}}, et inclure les références utiles en les liant aux notes de bas de page. (Marqué depuis août 2024)
- Certaines informations devraient être mieux reliées aux sources mentionnées dans la bibliographie ou les liens externes. Améliorez sa vérifiabilité en les associant par des références. (Marqué depuis août 2024)

- Archive Wikiwix
- Bing
- Cairn
- DuckDuckGo
- E. Universalis
- Gallica
- Google
- G. Books
- G. News
- G. Scholar
- Persée
- Qwant
- (zh) Baidu
- (ru) Yandex
- (wd) trouver des œuvres sur Wikidata

Pour les articles homonymes, voir Lemonnier.
Marc Lemonier, né le 19 septembre 1955 à Lyon, est un journaliste spécialisé en urbanisme et écrivain. 

## Biographie
Il a publié une cinquantaine de livres consacrés principalement à la ville de Paris, au langage contemporain, à l'histoire de l'érotisme et de la sexualité et au cinéma populaire français - en particulier les univers de Louis de Funès et de Michel Audiard. Il est particulièrement associé aux productions des éditions Hors Collection, Parigramme et La Musardine.
Il a collaboré à de nombreux journaux lyonnais et parisiens, mais également à partir de 1982 à des radios locales lyonnaises et parisiennes.
À la sortie de son livre Au temps béni de la clope au bec, le site ActuaLitté lui promet de susciter la polémique en écrivant « Marc Lemonier publie (…) un livre qui fait replonger « dans l'âge d'or de la clope au bec ». Un ouvrage impertinent, à une époque de loi Évin, où « la cigarette est totalement bannie de l'espace public à force de lois et de campagnes pour la santé ». Hmm… Justement, si l'ouvrage revendique une dimension historique, sera-t-il épargné par les chiens de garde de l'antitabagisme primaire ? »
À partir de 2004, il crée et dirige la collection Osez... aux éditions de la Musardine, en compagnie de Claude Bard et Anne Hautecoeur.
Il est sociétaire de la SGDL, (Société des gens de lettres) - et de la SOFIA, (Société française des intérêts des auteurs de l’écrit).

## Œuvres
Éditions de l'Opportun :
- La France des Miracles, 2020
- La philo selon les Tontons Flingueurs, 2022
- La France du Diable, 2023

Éditions City : 
- Jean Gabin dans le siècle, 2006
- L'Intégrale Julien Clerc, 2007
- Petit Dico des insultes gros mots et autres injures, 2007
- Petit Dico coquin et amoureux, 2008
- Petit dico d’argot, 2008  (ISBN 978-2-35288-197-1)
- Chroniques du Paris insolite, 2008  (ISBN 978-2-35288-148-3)
- L’Art de la paresse, 2009  (ISBN 9782352882701)
- Insultes gros mots et injures, 2009  (ISBN 9782352882787)
- Les 201 livres qu'il faut avoir lu pour ne pas mourir idiot, 2009  (ISBN 9782352883166)
- Dictionnaire de la France insolite, 2009  (ISBN 9782352883470)
- Le petit dico des cons et de la connerie, 2010  (ISBN 978-2352884279)
- Le Guide du Franchouillard, 2011
- Le Petit Dictionnaire Sherlock Holmes, 2011
- Les 100 personnages les plus Nuls de l'histoire de France, 2012
- Petite encyclopédie James Bond, 2012
- Le Monde des Tontons Flingueurs et l'univers de Jacques Audiard, 2012
- Petit dictionnaire Woody Allen, 2012
- Claude Nougaro, les mots de la vie, 2014
- Tour de France insolite du crime, 2014

Éditions Artémis
- Ces objets qui ont fait la France, 2016
- Objets cultes de notre enfance, 2017
- Animaux people - nos stars préférés, 2017

Éditions Gründ
- Vive les dimanches, 2014

Éditions Balland :
- Dictionnaire des gros mots, 2012

Éditions Christine Bonneton :
- Paris, des films cultes, 2008  (ISBN 978-2-86253-436-7)
- Paris, fais nous peur ! (avec Claudine Hourcadette), 2009  (ISBN 978-2-86253-452-7)
- Paris, week-ends à thèmes (avec Claudine Hourcadette), 2010
- Paris, ville terrifiante, 2015
- Paris interdit, sauf aux aventuriers et aux curieux, 2017

Éditions Le Pré aux clercs / Hors Collection :
- Sur la piste de Fantômas, (préface de Mylène Demongeot), 2005 ;
- Les Bienveillantes décryptées, 2007 ;
- Quiz questions de cinéma, 2008 ;
- Nos belles années Top, Clip et 45 tours, (préface de Philippe Gildas), 2008 ;
- L'Intégrale Louis de Funès, 2010 ; nouvelle édition en 2020
- L'Intégrale Michel Audiard, 2012
- Louis de Funès, Vie de légende, (préface de Henri-Jean Servat), 2013 ;
- Dalida, Vie de légende, (préface de Henri-Jean Servat), 2013 ;
- L'Intégrale comique du cinéma français, 2013 ;
- Édith Piaf, Vie de légende, (préface de Henri-Jean Servat), 2013 ;
- Au temps béni de la clope au bec, 2014 ;
- Drôles de Belges, 2017 ;
- Le cinéma de Johnny Hallyday, 2021 ;
- Mais qui est Arsène Lupin, 2021 ;

Éditions Nouveau Monde :
- Promenades policières à Paris, 2006 ;

Éditions  La Musardine : 
- Histoire(s) du Paris libertin (avec Alexandre Dupouy), 2003 ;
- Guide de la France érotique (collaborateur), 2009 ;
- Secrets de maisons closes , 2015 ;
- Guide historique du Paris libertin, 2015
- Liberté, Egalité, Sexualité, révolutions sexuelles en France 1957 -1986, 2016

Éditions Pierre Horay : 
- Guide des lieux cultes du cinéma en France, 2005 ;

Éditions Parigramme : 
- Promenons-nous à la Défense, 1997 ;
- Panique à Paname, 1998 ;
- Les Plus Belles Promenades littéraires en France, 2001 ;
- Paris aux mille visages, 2002 ;
- Fascinating Paris, 2002 ;
- Paris les pieds dans l'eau, 2003 ;
- Paris Rétro, 2004 ;
- Les nuits immorales de Paris, 2021 ;
- Paris, souvenirs souvenirs, 2023
- Audrey Hepburn, la parisienne, 2024

Éditions Jourdan :
- Histoires de seins, 2017.
- La Petite histoire des courtisanes,2018.
- Petite histoire de la nudité, 2018.
- Dictionnaire désolant du cinéma X, 2019.
- Dictionnaire désolant du cinéma français, 2019
- Dictionnaire désolant du mariage, 2019

Livres + DVD, Éditions Hors Collection 2006 (livrets illustrés) :
- Le Crime de l'Orient-Express ; Billy Elliot ; La Mort aux trousses ; Sacré Graal ; Arsenic et vieilles dentelles ; Basic Instinct ; Charade ; L'Auberge espagnole

Série "Vie de légende", Éditions Mondadori pour le compte du magazine Télé-Star :
- Yves Montand ; Dalida ; Édith Piaf